# The Cannibal
 (juillet 2017).
Si vous disposez d'ouvrages ou d'articles de référence ou si vous connaissez des sites web de qualité traitant du thème abordé ici, merci de compléter l'article en donnant les références utiles à sa vérifiabilité et en les liant à la section « Notes et références ».
The Cannibal est un thriller de Nelson DeMille. Sorti en 1975, c'est le cinquième livre de la série Joe Rykers. Comme les autres livres de la série Joe Rykers, il a été publié à nouveau en 1989 avec pour auteur Jack Cannon.